# Tromsögontröst
Tromsögontröst (Euphrasia hyperborea) är en snyltrotsväxtart som beskrevs av Joerg.. Tromsögontröst ingår i släktet ögontröster, och familjen snyltrotsväxter. Inga underarter finns listade i Catalogue of Life.